# Plagiognathus ribesi
Plagiognathus ribesi är en insektsart som beskrevs av Kelton 1982. Plagiognathus ribesi ingår i släktet Plagiognathus och familjen ängsskinnbaggar. Inga underarter finns listade i Catalogue of Life.